# Зыки (Смоленский район)
Зыки — деревня в Смоленском районе Смоленской области России. Входит в состав Волоковского сельского поселения. Население составляет 11 жителей по состоянию на 2007 год.
Расположена в западной части области в 23 км к северо-западу от Смоленска, в 6 км севернее автодороги М1 «Беларусь». В 6 км южнее деревни расположена железнодорожная станция О.п. 416-й км на линии Смоленск — Витебск.

## История
В годы Великой Отечественной войны деревня была оккупирована гитлеровскими войсками в июле 1941 года, освобождена в сентябре 1943 года.